# Horsfieldia platantha
Horsfieldia platantha är en tvåhjärtbladig växtart som beskrevs av W.J.de Wilde. Horsfieldia platantha ingår i släktet Horsfieldia och familjen Myristicaceae. Inga underarter finns listade i Catalogue of Life.